# Кленовое (Кировоградская область)
Кленовое (укр. Кленове, до 2016 г. — Жовтневое) — село в Завальевской поселковой общине Голованевского района Кировоградской области Украины.
До 2020 года входило в Гайворонский район
Население по переписи 2001 года составляло 33 человека. Почтовый индекс — 26333. Телефонный код — 5254. Код КОАТУУ — 3521183603.